# Carlos Larronde
Carlos Larronde (Rosario, 15 settembre 1888 – Montpellier, 11 novembre 1940) è stato un poeta, drammaturgo e giornalista francese.

## Biografia
Carlos Larronde fu uno dei personaggi più importanti della radio francese del periodo precedente alla seconda guerra mondiale.
Si dimostrò un esponente attivo nella vita intellettuale di Bordeaux, dove effettuò i suoi studi, e di Parigi sin dopo la fine della prima guerra mondiale, organizzando incontri poetici, mostre d'arte e rappresentazioni di testi di Paul Claudel, di Émile Verhaeren, di Stéphane Mallarmé, di Francis Vielé-Griffin, di André Gide, di Paul Fort e di Saint-Pol-Roux.
A Parigi Larronde collaborò con numerose riviste letterarie, svolse l'attività di conferenziere, scrisse drammi simbolisti e spettacoli per l'adolescenza.
Personalità versatile e pionieristica, fu membro nel 1919 con Oscar Vadislas de Lubicz Milosz e altri, di un gruppo teosofico, il "Centre Apostolique", dal quale nacque il giornale Le Théosophe, avente lo scopo di confortare gli artisti e gli scrittori dopo le sofferenze della Grande Guerra.
Larronde ricordò:
(Ricordo di Carlos Larronde)
Dopo essersi dedicato nei primi anni venti al lavoro artigianale di maestro vetraio, rientrò a Parigi, dalla Svizzera, nel 1929. Nel decennio che precedette la seconda guerra mondiale divenne una voce influente, un radio-reporter nelle pagine radiofoniche, oltre che un creatore di drammi radiofonici, che sfruttavano ingegnosamente le particolari disponibilità, risultando uno dei primi teorici della radio, da lui definita "teatro per super auditivi".